# Max (Dakota del Nord)
Max è un centro abitato (city) degli Stati Uniti d'America, situato nella Contea di McLean, nello Stato del Dakota del Nord. Nel censimento del 2000 la popolazione era di 278 abitanti. La città è stata fondata nel 1906.

## Geografia fisica
Secondo i rilevamenti dell'United States Census Bureau, la località di Max si estende su una superficie di 2,00 km², tutti occupati da terre.

## Popolazione
Secondo il censimento del 2000, a Max vivevano 278 persone, ed erano presenti 74 gruppi familiari. La densità di popolazione era di 140 ab./km². Nel territorio comunale si trovavano 150 unità edificate. Per quanto riguarda la composizione etnica degli abitanti, il 95,68% era bianco, l'1,44% era nativo, l'1,44% proveniva dall'Asia e l'1,44% apparteneva a due o più razze.
Per quanto riguarda la suddivisione della popolazione in fasce d'età, il 25,9% era al di sotto dei 18, il 5,8% fra i 18 e i 24, il 21,9% fra i 25 e i 44, il 25,2% fra i 45 e i 64, mentre infine il 21,2% era al di sopra dei 65 anni di età. L'età media della popolazione era di 42 anni. Per ogni 100 donne residenti vivevano 87,8 maschi.